# Thomas Bethell

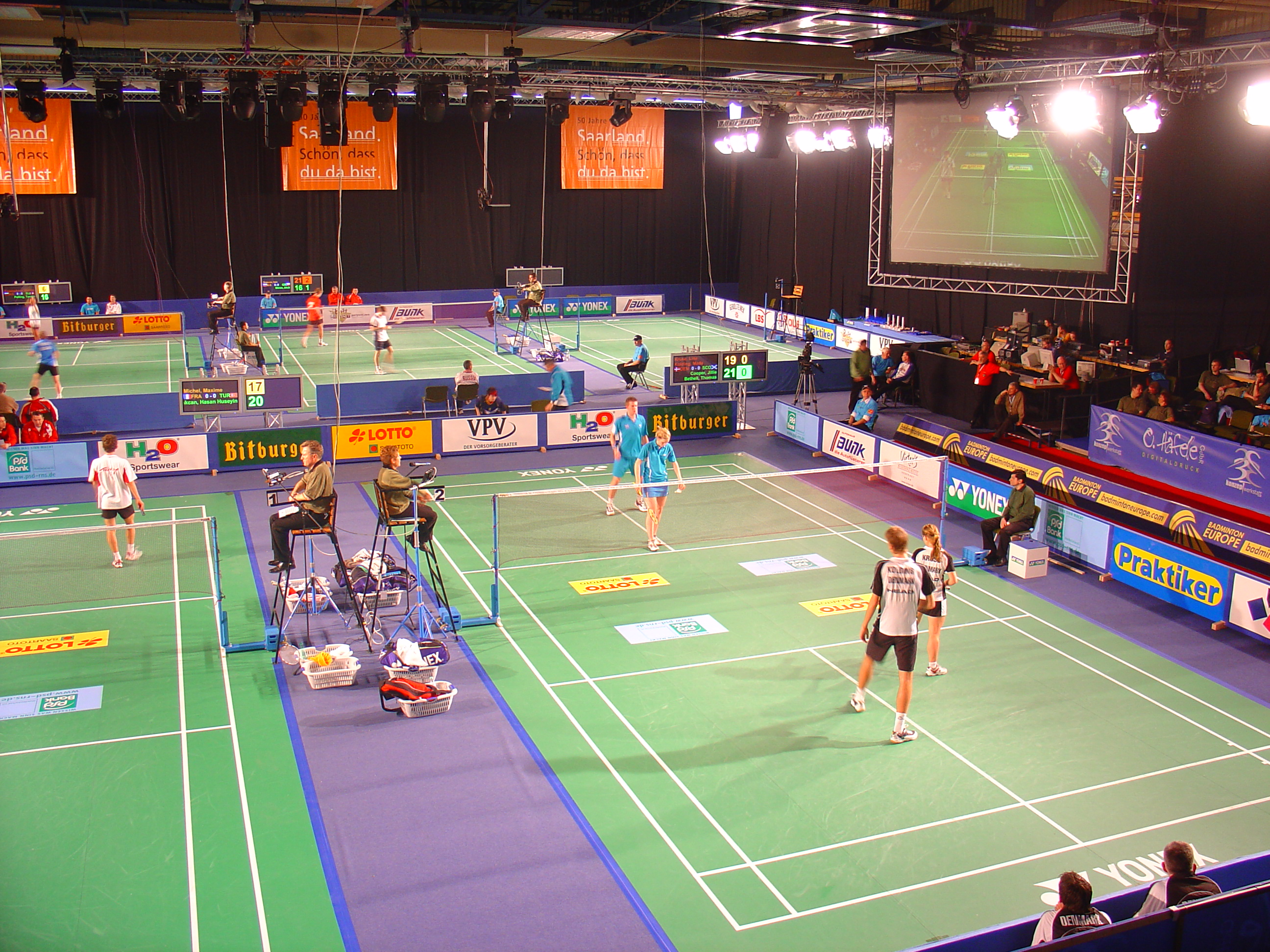
Thomas Bethell bei der Junioren-EM 2007

Thomas Bethell (* 17. Mai 1988) ist ein schottischer Badmintonspieler. 

## Karriere
Thomas Bethell wurde 2005 schottischer Juniorenmeister im Mixed und 2009 Titelträger bei den Erwachsenen im Herrendoppel gemeinsam mit Watson Briggs. Unter den ersten Drei konnte er sich auch bei den Irish Open 2005, den Welsh International 2006 und den Welsh International 2009 platzieren.

## Sportliche Erfolge
| Saison | Veranstaltung                       | Disziplin    | Platz | Name                           |
| ------ | ----------------------------------- | ------------ | ----- | ------------------------------ |
| 2005   | Schottland: Juniorenmeisterschaften | Mixed        | 1     | Thomas Bethell / Jillie Cooper |
| 2009   | Schottland: Einzelmeisterschaften   | Herrendoppel | 1     | Thomas Bethell / Watson Briggs |